# Islam Majidi
Islam Majidi, née le 18 mars 1985, est une haltérophile marocaine.

## Carrière
Aux Championnats d'Afrique d'haltérophilie 2004 à Tunis, Islam Majidi est médaillée de bronze à l'épaulé-jeté dans la catégorie des moins de 58 kg. Aux Jeux panarabes de 2011 à Doha, elle est troisième à l'arraché dans cette même catégorie.